# Lumingser
Lumingser is een bestuurslaag in het regentschap Tegal van de provincie Midden-Java, Indonesië. Lumingser telt 3497 inwoners (volkstelling 2010).